# Collegio elettorale di Catanzaro (Camera dei deputati)
Il collegio di Catanzaro fu un collegio elettorale uninominale della Repubblica Italiana per l'elezione della Camera dei deputati. Apparteneva alla circoscrizione Calabria e fu utilizzato per eleggere un deputato nella XII, XIII e XIV legislatura.
Venne istituito nel 1993 con la cosiddetta Legge Mattarella (Legge n. 277, Nuove norme per l'elezione della Camera dei deputati), attuata in seguito al referendum abrogativo del 1993. La legge istituì per la Camera dei deputati e per il Senato della Repubblica un sistema di elezione misto, in parte maggioritario e in parte proporzionale. Il 75% dei parlamentari dell'assemblea veniva eletto in collegi uninominali tramite sistema maggioritario a turno unico; il restante 25% alla Camera veniva eletto tramite sistema proporzionale con liste bloccate.
Il collegio venne abolito insieme a tutti gli altri che costituivano la Camera con la promulgazione della legge elettorale successiva, la cosiddetta Legge Calderoli. Questa prevedeva un sistema proporzionale con premio di maggioranza, che alla Camera veniva attribuito a livello nazionale.

## Territorio
Il collegio di Catanzaro era uno dei 17 collegi uninominali in cui era suddivisa la Calabria e, come previsto dal D.Lgs. del 20 dicembre 1993 n. 536, era interamente compreso nella provincia di Catanzaro e comprendeva i seguenti comuni: Amaroni, Borgia, Caraffa di Catanzaro, Catanzaro, Girifalco, San Floro, Simeri Crichi, Soveria Simeri, Squillace e Stalettì.

## Eletti
| Elezione | Elezione | Deputato      | Partito                    |
| -------- | -------- | ------------- | -------------------------- |
|          | 1994     | Elio Colosimo | Polo del Buon Governo (AN) |
|          | 1996     | Massimo Mauro | L'Ulivo                    |
|          | 2001     | Mario Tassone | Casa delle Libertà (CDU)   |

## Dati elettorali

### XII legislatura

#### Risultati proporzionale
| Coalizioni        | Coalizioni                                | Liste                                     | Liste                                     | Voti   | %     |
| ----------------- | ----------------------------------------- | ----------------------------------------- | ----------------------------------------- | ------ | ----- |
|                   | Polo del Buon Governo                     |                                           | Forza Italia                              | 14.972 | 20,84 |
|                   | Polo del Buon Governo                     | Alleanza Nazionale                        | 14.624                                    | 20,36  |       |
| Totale coalizione | Totale coalizione                         | 29.596                                    | 41,20                                     |        |       |
|                   | Progressisti                              |                                           | Partito Democratico della Sinistra        | 14.489 | 20,17 |
|                   | Progressisti                              | Rifondazione Comunista                    | 6.485                                     | 9,03   |       |
|                   | Progressisti                              | Federazione dei Verdi                     | 1.981                                     | 2,76   |       |
|                   | Progressisti                              | Partito Socialista Italiano               | 1.603                                     | 2,23   |       |
|                   | Progressisti                              | Movimento per la Democrazia - La Rete     | 920                                       | 1,28   |       |
|                   | Progressisti                              | Alleanza Democratica                      | 713                                       | 0,99   |       |
| Totale coalizione | Totale coalizione                         | 26.191                                    | 36,46                                     |        |       |
|                   | Patto per l'Italia                        |                                           | Partito Popolare Italiano                 | 7.480  | 10,41 |
|                   | Patto per l'Italia                        | Patto Segni                               | 5.172                                     | 7,20   |       |
| Totale coalizione | Totale coalizione                         | 12.652                                    | 17,61                                     |        |       |
|                   | Socialdemocrazia                          | Socialdemocrazia                          | Socialdemocrazia                          | 1.432  | 1,99  |
|                   | Movimento Meridionale                     | Movimento Meridionale                     | Movimento Meridionale                     | 654    | 0,91  |
|                   | Unione Mediterranea                       | Unione Mediterranea                       | Unione Mediterranea                       | 598    | 0,83  |
|                   | Movimento Cristiano Veritas               | Movimento Cristiano Veritas               | Movimento Cristiano Veritas               | 360    | 0,50  |
|                   | Liberal Democratici Europei               | Liberal Democratici Europei               | Liberal Democratici Europei               | 158    | 0,22  |
|                   | Idea Città                                | Idea Città                                | Idea Città                                | 122    | 0,17  |
|                   | Movimento Liberaldemocratico e Socialista | Movimento Liberaldemocratico e Socialista | Movimento Liberaldemocratico e Socialista | 75     | 0,10  |
| Totale            | Totale                                    | Totale                                    | Totale                                    | 71.838 |       |

#### Risultati uninominale
|                               | Elio Colosimo ✔️ Eletto | Polo del Buon Governo (FI - AN - CCD - UDC - PLD) | 28 223 | 39,03 |  |  |  |  |  |
|                               | Aldo Fiale              | Progressisti                                      | 23 875 | 33,02 |  |  |  |  |  |
|                               | Agazio Loiero           | Patto per l'Italia                                | 14 129 | 19,54 |  |  |  |  |  |
|                               | Rosario Chiriano        | Movimento Meridionale                             | 2 841  | 3,93  |  |  |  |  |  |
|                               | Felice Carpanzano       | Movimento Federalista Calabria Libera             | 1 904  | 2,63  |  |  |  |  |  |
|                               | Alessandro Jannelli     | Socialdemocrazia per le Libertà                   | 1 332  | 1,84  |  |  |  |  |  |
| Totale                        | Totale                  | Totale                                            | 72 304 | 100   |  |  |  |  |  |
|                               |                         |                                                   |        |       |  |  |  |  |  |
| Fonte: Ministero dell'interno |                         |                                                   |        |       |  |  |  |  |  |

### XIII legislatura

#### Risultati proporzionale
| Coalizioni        | Coalizioni                         | Liste                                     | Liste                              | Voti   | %     |
| ----------------- | ---------------------------------- | ----------------------------------------- | ---------------------------------- | ------ | ----- |
|                   | Polo per le Libertà                |                                           | Alleanza Nazionale                 | 20.144 | 28,76 |
|                   | Polo per le Libertà                | Forza Italia                              | 12.437                             | 17,76  |       |
|                   | Polo per le Libertà                | CCD-CDU                                   | 6.244                              | 8,91   |       |
| Totale coalizione | Totale coalizione                  | 38.825                                    | 55,43                              |        |       |
|                   | L'Ulivo                            |                                           | Partito Democratico della Sinistra | 13.314 | 19,01 |
|                   | L'Ulivo                            | Popolari per Prodi (PPI-SVP-PRI-UD-Prodi) | 4.275                              | 6,10   |       |
|                   | L'Ulivo                            | Rinnovamento Italiano                     | 2.744                              | 3,92   |       |
|                   | L'Ulivo                            | Federazione dei Verdi                     | 1.380                              | 1,97   |       |
| Totale coalizione | Totale coalizione                  | 21.713                                    | 31,00                              |        |       |
|                   | Progressisti                       |                                           | Rifondazione Comunista             | 6.564  | 9,37  |
|                   | Lista Pannella - Sgarbi            | Lista Pannella - Sgarbi                   | Lista Pannella - Sgarbi            | 1.107  | 1,58  |
|                   | Movimento Sociale Fiamma Tricolore | Movimento Sociale Fiamma Tricolore        | Movimento Sociale Fiamma Tricolore | 1.011  | 1,44  |
|                   | Partito Socialista                 | Partito Socialista                        | Partito Socialista                 | 673    | 0,96  |
|                   | Rinnovamento                       | Rinnovamento                              | Rinnovamento                       | 153    | 0,22  |
| Totale            | Totale                             | Totale                                    | Totale                             | 70.046 |       |

#### Risultati uninominale
|                               | Massimo Mauro ✔️ Eletto | L'Ulivo             | 34 471 | 50,25 |  |  |  |  |  |
|                               | Elio Colosimo           | Polo per le Libertà | 30 974 | 45,16 |  |  |  |  |  |
|                               | Silvio Zaccone          | Fiamma Tricolore    | 3 148  | 4,59  |  |  |  |  |  |
| Totale                        | Totale                  | Totale              | 68 593 | 100   |  |  |  |  |  |
|                               |                         |                     |        |       |  |  |  |  |  |
| Fonte: Ministero dell'interno |                         |                     |        |       |  |  |  |  |  |

### XIV legislatura

#### Risultati proporzionale
| Coalizioni        | Coalizioni              | Liste                   | Liste                                 | Voti   | %     |
| ----------------- | ----------------------- | ----------------------- | ------------------------------------- | ------ | ----- |
|                   | Casa delle Libertà      |                         | Forza Italia                          | 15.388 | 22,90 |
|                   | Casa delle Libertà      | Alleanza Nazionale      | 12.952                                | 19,27  |       |
|                   | Casa delle Libertà      | CCD-CDU                 | 2.985                                 | 4,44   |       |
|                   | Casa delle Libertà      | Nuovo PSI               | 2.231                                 | 3,32   |       |
| Totale coalizione | Totale coalizione       | 33.556                  | 49,93                                 |        |       |
|                   | L'Ulivo                 |                         | La Margherita (Dem - PPI - RI- UDEUR) | 13.527 | 20,13 |
|                   | L'Ulivo                 | Democratici di Sinistra | 8.881                                 | 13,22  |       |
|                   | L'Ulivo                 | Comunisti Italiani      | 1.030                                 | 1,53   |       |
|                   | L'Ulivo                 | Il Girasole (FdV - SDI) | 607                                   | 0,90   |       |
| Totale coalizione | Totale coalizione       | 24.045                  | 35,78                                 |        |       |
|                   | Rifondazione Comunista  | Rifondazione Comunista  | Rifondazione Comunista                | 3.229  | 4,81  |
|                   | Lista Di Pietro         | Lista Di Pietro         | Lista Di Pietro                       | 2.303  | 3,43  |
|                   | Democrazia Europea      | Democrazia Europea      | Democrazia Europea                    | 1.777  | 2,64  |
|                   | Lista Pannella - Bonino | Lista Pannella - Bonino | Lista Pannella - Bonino               | 1.336  | 1,99  |
|                   | Fiamma Tricolore        | Fiamma Tricolore        | Fiamma Tricolore                      | 793    | 1,18  |
|                   | Paese Nuovo             | Paese Nuovo             | Paese Nuovo                           | 118    | 0,18  |
|                   | Abolizione scorporo     | Abolizione scorporo     | Abolizione scorporo                   | 42     | 0,06  |
| Totale            | Totale                  | Totale                  | Totale                                | 67.199 |       |

#### Risultati uninominale
|                               | Mario Tassone ✔️ Eletto | Casa delle Libertà | 30 755 | 45,05 |  |  |  |  |  |
|                               | Rosario Olivo           | L'Ulivo            | 26 737 | 39,16 |  |  |  |  |  |
|                               | Angelo Polimeni         | Lista Di Pietro    | 5 448  | 7,98  |  |  |  |  |  |
|                               | Lanfranco Calderazzo    | Democrazia Europea | 4 049  | 5,93  |  |  |  |  |  |
|                               | Vito Fortunato Destito  | Lista Emma Bonino  | 1 285  | 1,88  |  |  |  |  |  |
| Totale                        | Totale                  | Totale             | 68 274 | 100   |  |  |  |  |  |
|                               |                         |                    |        |       |  |  |  |  |  |
| Fonte: Ministero dell'interno |                         |                    |        |       |  |  |  |  |  |